# María Emilia Casas
Pour les articles homonymes, voir Casas.
María Emilia Casas Baamonde (prononcé en espagnol : [maˈɾia eˈmilja ˈkasas̬ βaaˈmõn̪de]), née le 30 novembre 1950 à Monforte de Lemos, est une juriste espagnole, anciennement membre, puis présidente du Tribunal constitutionnel.

## Biographie
Elle est titulaire d'une licence en droit du travail.

### Carrière universitaire
Elle est professeur des universités (en espagnol : Cátedratica) de droit du travail et de la sécurité sociale à l'université Complutense de Madrid, ainsi que de vice-rectrice pour les relations internationales et institutionnelles de l'université Carlos III.
Elle enseigne au sein du master de gestion des risques du travail à l'université de Salamanque. Elle a également fait partie des conseils scientifiques de l'Institut international des sciences politiques et de l'Institut pour les droits de l'homme Bartolomé de las Casas.

### Conseillère juridique
En sa qualité de juriste, elle a rédigé le texte servant de base à la négociation pour l'accord interprofessionnel relatif aux procédures extrajudiciaires de règlement des conflits du travail en Galice, approuvé en 1992. L'année suivante, elle a fait partie d'une commission arbitrale pour un accord dans la métallurgie. Six ans plus tard, en juillet 1998, elle donne une conférence sur « Le traitement procédural des procédures non juridictionnelles de résolution des conflits ». En novembre suivant, elle intègre, à la demande du gouvernement espagnol, la commission chargée de réformer la loi relative au contrat de travail à temps partiel.
Au niveau international, elle représente l'Espagne au sein de l'Observatoire des relations industrielles et de la négociation collective de la Communauté économique européenne.

## Tribunal constitutionnel
Le 14 décembre 1998, elle est élue magistrate au Tribunal constitutionnel espagnol par le Sénat avec 204 voix sur proposition du Parti socialiste ouvrier espagnol (PSOE). Totalisant bien plus que la majorité requise des trois cinquièmes, elle remporte le plus grand nombre de suffrages, les trois autres recevant 203 ou 202 votes favorables.
Au cours de son mandat, elle prend position pour la présentation au Congrès des députés du Plan Ibarretxe de souveraineté du Pays basque, contrairement au président du Tribunal Manuel Jiménez de Parga.

### Présidence
Considérée comme représentant le secteur progressiste du Tribunal, par opposition aux conservateurs, María Emilia Casas est élue présidente du Tribunal constitutionnel le 15 juin 2004 : première femme à occuper ce poste, elle l'emporte par sept voix contre quatre à Vicente Conde Martín de Hijas, qui renonce à être son vice-président.

#### Statut d'autonomie de la Catalogne
Le 2 novembre 2006, le Parti populaire indique vouloir récuser Casas de l'étude de son recours contre le nouveau statut d'autonomie de la Catalogne, au motif que son mari Jesús Leguina Villa a rédigé, pour le compte de la généralité de Catalogne, le rapport ayant servi de base à l'élaboration du texte. Cette demande est repoussée dès le lendemain, à l'unanimité, la présidente s'étant abstenue de participer aux débats et à la prise de décision.
Lors d'un événement public le 26 avril 2010, elle fait usage d'un ton inhabituellement dur et sévère pour dénoncer la mise en cause du Tribunal dans son analyse du statut catalan : « face aux critiques reçues par le Tribunal, j'ai toujours demandé du respect envers la haute fonction qu'il exerce. À présent, et du fait de la campagne disproportionnée et intolérable de dénigrement entreprise par certains secteurs politiques et médiatiques, j'en appelle une fois de plus au respect de l'institution et des personnes qui exercent la juridiction constitutionnelle ». Elle assume à partir du 19 mai suivant le rôle de rapporteur concernant ce recours, un mois après que la sentence proposée par le vice-président Guillermo Jiménez a été rejetée en séance plénière, n'obtenant que l'appui du secteur conservateur, et près de quatre ans après la saisine du Tribunal.
Le 28 juin, les magistrats approuvent son rapport qui déclare 14 articles inconstitutionnels, notamment ceux sur l'usage préférentiel du catalan et l'accroissement des compétences fiscales de la généralité ; et interprète la reconnaissance de la Catalogne en tant que Nation comme non juridiquement contraignante. Afin de s'assurer de l'adoption de la sentence, le Tribunal a voté séparément sur le préambule, les articles inconstitutionnels, les articles interprétés, et les articles conformes à la Constitution.

#### Réforme de son mandat
En 2007, le Parti populaire (PP) dépose un recours contre une réforme de la loi organique relative au Tribunal constitutionnel (LOTC) ayant pour objet de faire coïncider la fin du mandat du président avec la fin de son mandat de membre du Tribunal,. Directement concernée par cette réforme, María Emilia Casas est récusée de droit. Le recours est toutefois rejeté, et elle voit son mandat prorogé. Elle continue de siéger et de présider la juridiction après la fin de son mandat, le Sénat n'ayant pas réussi à élire quatre nouveaux juges.

### Fin de mandat
Son mandat prend fin le 12 janvier 2011, avec l'entrée en fonction des quatre nouveaux juges désignés le mois précédent par les sénateurs. À cette occasion, elle critique la classe politique pour ne pas avoir accompli son « devoir constitutionnel » en retardant ce renouvellement de plus de trois ans, tout en estimant que les prises de position politiques sur les arrêts du Tribunal devraient être faites avec « la mesure et le respect institutionnel qu'ils méritent ». Le juge progressiste Pascual Sala est élu pour lui succéder le 20 janvier.